# Gustavo Socorro
Gustavo José Socorro Ramos (Las Palmas de Gran Canaria, 31 de marzo de 1973) es un abogado, escritor, compositor, guionista, director cinematográfico y empresario español. Es fundador y director legal del despacho de abogados DOUGAN, especializado en propiedad intelectual, y administrador único de la productora audiovisual Atlasley Films. También es miembro numerario de la Academia de las Artes y las Ciencias Cinematográficas de España.
Su trayectoria combina el ejercicio del Derecho con la creación cultural, especialmente en el ámbito de la investigación histórica, la narrativa biográfica y la producción audiovisual. Es autor de documentales y libros que abordan figuras clave del arte, la cultura y la historia reciente de España, con una atención particular al contexto canario. A lo largo de su carrera ha colaborado con instituciones académicas y culturales, y ha sido reconocido por su labor en la difusión y preservación de la memoria histórica y cultural desde una perspectiva contemporánea. Además, ha compuesto bandas sonoras originales para varias de sus producciones audiovisuales.

## Biografía
Licenciado en Derecho por la Facultad de Ciencias Jurídicas de la Universidad de Las Palmas de Gran Canaria (ULPGC). 
Desde muy joven se inició en el campo de la producción audiovisual habiendo dirigido documentales como una “Una fuente ya vacía” o “Color Olímpico” con motivo de las Olimpiadas de Barcelona de 1992. Como escritor, es autor y editor de dos obras de contenido histórico-jurídico que han gozado del favor de público y crítica. 
Descubierto como investigador a nivel nacional, en 1989, a la temprana edad de 16 años, por las periodistas Encarna Sánchez y Mercedes Milá, los principales medios de comunicación de España se han hecho eco en el transcurso de estos años de sus reconocidos trabajos. En distintas etapas de su trayectoria profesional ha colaborado con diferentes medios de comunicación a través de artículos de opinión en prensa escrita o en tertulias políticas y económicas. 
En 1999 publicó El Corredera, aquel fugitivo de leyenda, un libro de investigación histórico-jurídico, prologado por el exministro de España Jerónimo Saavedra, que se halla en su decimocuarta edición. Posteriormente, en 2002 se puso a disposición de los lectores una nueva obra también de contenido histórico-jurídico, El Rubio, caso cerrado, prologada, en esta ocasión, por el exfiscal General del Estado, Eligio Hernández Gutiérrez y presentada en Madrid por Jerónimo Saavedra y la periodista Mercedes Milá. Encontrándose en la actualidad a la venta su cuarta edición. 
En 2007 concluyó para la Televisión Canaria y emitida en DIGITAL+ la serie documental de televisión “El Rubio, caso cerrado”. Estrenada en 2008 con un importante éxito de crítica y audiencia, esta obra, con guion y dirección del propio Socorro, aborda las circunstancias del secuestro y asesinato del industrial tabaquero grancanario Eufemiano Fuentes Díaz y cuyo rodaje se desarrolló en escenarios de distintas ciudades europeas. Cada uno de los seis capítulos que integran esta recordada serie, presentada por Gustavo Socorro, su introducción corre a cargo de destacadas personalidades del mundo de la cultura, política y judicatura como el exministro de España y expresidente del Gobierno de Canarias, Jerónimo Saavedra, el magistrado de la Audiencia Nacional y ex fiscal general del Estado, Eligio Hernández, el presidente del Tribunal Superior de Justicia de Canarias, Antonio Castro Feliciano, el jurista Alfonso Calzada Fiol, la magistrada Victoria Rosell o el escritor y director del periódico La Provincia Ángel Tristán Pimienta. Esta serie para televisión forma parte por su valor histórico-documental del material didáctico en el programa académico de la Facultad de Historia de la Universidad de Las Palmas de Gran Canaria.
En 2009 produce y dirige el largometraje "El Corredera" sobre este legendario fugitivo español.La película se estrenó con notable éxito en el año 2010 en el marco del XI Festival Internacional de Cine de Las Palmas de Gran Canaria. Su posterior estreno en Televisión Canaria constituyó un éxito de audiencia. La obra, a través de una exhautiva investigación, aborda la dramática historia de Juan García Suárez así como el contexto histórico-político en el que se enmarcó su trágico devenir, contando para ello con la colaboración de destacadas personalidades que aportan su particular visión de los hechos como, entre otros:  el célebre hispanista británico Paul Preston, el fundador del sindicato Comisiones Obreras Marcelino Camacho, el escritor y periodista Alberto Vázquez-Figueroa, el poeta Pedro Lezcano o el abogado defensor de «El Corredera» Alfonso Calzada Fiol. El film, según la crítica especializada, contribuye con rigor al exhaustivo conocimiento de uno de los episodios más dramáticos de la historia de Canarias como es la guerra civil española y el régimen franquista.
El tema principal de la banda sonora original de la película documental “Vivir sin recordarte”, con letra y música de Gustavo Socorro, está interpretado por la cantante malagueña Nuria Fergó.
La XIII Festival Internacional de Cine de Las Palmas de Gran Canaria, en marzo de 2012, estrena su film 'Arte en el exilio', una obra que se adentra, a través de un intenso recorrido biográfico, en la figura del afamado bailarín de origen rumano Gelu Barbu; la apasionante y apasionada historia de una figura del Ballet Clásico erigida en uno de los referentes culturales de la segunda mitad del siglo XX. Bajo la dirección de Gustavo Socorro, esta película cuenta con la participación de significativas personalidades del ámbito de la cultura como, entre otros, el bailarín y coreógrafo Víctor Ullate, el director de escena Jaime Azpilicueta y otros expertos en este arte. El film narra la historia de este brillante bailarín que se formó en la escuela Vaganova de Leningrado, donde compartió clases con Nureyev y Barishnikov. Fue primer bailarín de la Ópera de Bucarest, y bailó en Núremberg, en Oslo y en Múnich. La dictadura rumana y una recomendación médica le obligaron a salir de su país y a recalar en Gran Canaria, donde residió desde durante 48 años y donde se consagró como un gran maestro.
A finales de enero de 2013, el Círculo de Bellas Artes de Madrid estrena, dentro de su programación oficial, 'El Vaho en el espejo', el nuevo trabajo cinematográfico de Gustavo Socorro, en esta ocasión, sobre la trayectoria vital y artística del reconocido pintor canario Pepe Dámaso (Agaete, 1933). La cinta, rodada en diferentes ciudades europeas, cuenta con la participación de destacadas figuras de la cultura como el escultor Martín Chirino, los críticos Luis Antonio de Villena, Fernando Castro Flórez y Alfonso de la Torre, el conservador del Museo del Prado Matías Díaz Padrón o la periodista, Pilar del Río, viuda del escritor José Saramago que, a través de imágenes de la obra de Dámaso, analizan su trabajo artístico. El estreno nacional del film en la capital de España despertó una enorme expectación. Fue un acto que contó con la presencia de personalidades de la Cultura como Martín Chirino, los críticos Luis Antonio de Villena, Fernando Castro Flórez y Alfonso de la Torre, el conservador del Museo Nacional del Prado, Matías Díaz Padrón, la cantante y actriz Diana Navarro, el presidente del Gobierno de Canarias Paulino Rivero o el Ministro de Industria, Energía y Turismo de España, José Manuel Soria. La cinta, «El vaho en el espejo», se estrenó, semanas después, en el Centro Atlántico de Arte Moderno (CAAM) cosechando una cálida acogida.
El documental de Gustavo Socorro se centra en «la huella intelectual y conceptual» del artista nacido en Agaete
En 2017, a través de Atlasley Films en colaboración con la LaLiga estrena su nueva producción cinematográfica “Tardes de Gloria” que realiza un completo recorrido por la historia de la Unión Deportiva Las Palmas, histórico club que en aquellas fechas competía en la primera división del fútbol español (Liga BBVA). Un largometraje documental que nos adentra, con bello lenguaje audiovisual, en la apasionante historia del equipo y de sus más relevantes figuras desde su creación hasta la actualidad. Después de una lucida premier en el año 2016 en el Gran Canaria Arena, esta nueva película dirigida por Gustavo Socorro, disfrutó de un exitoso estreno en el Círculo de Bellas Artes de Madrid, el 17 de enero de 2017. Su puesta de largo en la capital de España, contó con la presencia de los más destacados periodistas deportivos del ámbito nacional, como los directores de AS y Marca,  además de personalidades de la vida política y de la cultura como la del Ministro de Educación, Cultura y Deporte y portavoz del Gobierno de España, Íñigo Méndez de Vigo. Un trabajo de alto valor histórico que recopila imágenes y declaraciones inéditas, logrando un amplio consenso de la crítica que calificó su estreno en Madrid como un rotundo éxito.
En la película participan numerosos profesionales de diversos ámbitos que enriquecen la obra desde el punto de vista narrativo destacando las intervenciones de jugadores gloriosos como Germán Devora, Juan Carlos Valerón, Miguel Ángel Brindisi, Quique Wolff, Koke Contreras o Jonathan Viera.  Además, en esta película documental los exfutbolistas no son los únicos protagonistas. También lo son prestigiosos periodistas como Alfredo Relaño (AS), Paco González (COPE), Pepe Domingo Castaño, Paco García Caridad (Marca) o el entrenador de la selección española (2008-2016), Vicente del Bosque, con la que logró el Mundial 2010 y la Eurocopa 2012.
“Tardes de Gloria” fue estrenada en 2018 en el primer canal (La1) de Televisión Española con un notable éxito de audiencia lo que invitó a su redifusión, a la jornada siguiente de su estreno en la pequeña pantalla, a través de la segunda cadena (La2) de Televisión Española. Su publicación en DVD, se distribuyó en un ‘digibook’ con la colaboración del historiador oficial del Club, Antonio de Armas. “Tardes de Gloria”, cosechó sonados éxitos de venta convirtiéndose en una de las producciones más vendidas, dentro de su formato y género, en Europa.
En noviembre de 2024, el Círculo de Bellas Artes de Madrid acogió la exitosa  premier mundial del documental La Vida en Lienzo, una obra que celebra la vida y el legado del destacado artista canario Pepe Dámaso. Este largometraje documental, escrito y dirigido por Gustavo Socorro y producido por Atlasley Films, ha sido reconocido por su enfoque íntimo y emotivo, explorando la faceta humana y artística de uno de los grandes referentes del arte contemporáneo español. 
Considerada por la prensa como una "obra maestra", La Vida en Lienzo promete convertirse en un hito del cine documental y una pieza fundamental para el panorama cultural. El estreno marcó un hito en la trayectoria de Atlasley Films y de su director, consolidando su compromiso con la producción de contenido cultural de alto impacto. El documental ha sido aclamado por su capacidad para capturar no solo la obra de Dámaso, sino también el espíritu de su conexión con la cultura y la naturaleza canaria, proyectándose como un legado para futuras generaciones.
El 19 de diciembre de 2024, Gustavo Socorro presentó su documental La Vida en Lienzo en la Sala Premium XE de los Cines Yelmo Las Arenas, en Las Palmas de Gran Canaria. Este evento reunió a destacadas personalidades del ámbito artístico, cultural, político y social. La prensa ha elogiado la obra de Socorro y la describe como "una mirada íntima a la vida y obra de uno de los grandes referentes del arte contemporáneo español" y ofreciendo "una experiencia inmersiva en el universo simbólico y espiritual" de Dámaso, consolidándose como un homenaje fundamental a su arte y legado.
Actualmente, Gustavo Socorro se encuentra en la fase final de preproducción de su próximo largometraje, Galdós, un ambicioso proyecto cinematográfico centrado en la vida y obra del célebre escritor español Benito Pérez Galdós. El film, anunciado públicamente a comienzos de 2020, busca rendir homenaje a uno de los máximos exponentes de la literatura española del siglo XIX. La producción, dirigida por Socorro y respaldada por Atlasley Films, está diseñada como una exploración profunda del legado cultural e histórico de Galdós, y promete convertirse en una referencia tanto en el ámbito cinematográfico como en el literario.
El rodaje de Galdós está previsto que comience en la primavera de 2025, con un enfoque que combina fidelidad histórica y una narrativa cinematográfica contemporánea. Este proyecto reafirma el compromiso de Gustavo Socorro con la creación de contenidos culturales que celebren figuras clave de la historia y la literatura española.
Para finales de 2025 tiene previsto el estreno de la película documental "La última traición". Investigación que, bajo su dirección, aborda de modo novedoso claves silenciadas de la Transición Española y, en especial, del intento de golpe de Estado en España el 23 de febrero de 1981. Un trabajo producido por Atlasley Films  y que cuenta con reveladores testimonios de destacadas personalidades vinculadas, directa e indirectamente, con este trascendental episodio de la historia reciente como los del exgeneral Alfonso Armada, considerado uno de los cerebros de la conspiración militar. También hablan en el documental los periodistas José Oneto y Luis María Ansón, el actor José Sacristán, destacados miembros de los servicios de inteligencia o el expresidente del Congreso de los Diputados y ministro de Defensa de España, José Bono.Estas labores la compagina con la preparación de un nuevo libro que verá la luz en los próximos meses.

## Jurista
Abogado del Ilustre Colegio de Abogados de Las Palmas, su dilatada trayectoria le ha permitido enfrentarse a importantes desafíos profesionales llevando también con éxito la defensa de los derechos e intereses de destacados profesionales, empresas e instituciones. Fundador y director legal del despacho de abogados DOUGAN, con sedes en Canarias y Madrid, desarrolla su actividad profesional en todo el territorio español. Destaca su labor como experto legal en Derecho Civil y Derecho Mercantil. También presta su asesoramiento y conocimiento jurídico especializado en Propiedad Intelectual.   
En su faceta docente, ha sido coordinador académico y profesor de másteres universitarios y ponente en diferentes jornadas de carácter jurídico. Ha participado como autor en publicaciones de ámbito académico y revistas legales. En el transcurso de su carrera ha estado al frente, en calidad de presidente, de instituciones de carácter social. 
Gustavo Socorro también es reconocido por ser abogado de celebridades del mundo del arte, el espectáculo, la política y de destacados empresarios de diferentes ámbitos.  Importantes proyectos culturales han contado con su asesoramiento legal para su puesta en marcha como fundaciones, museos o producciones cinematográficas.

## Obras literarias

### Investigación
- El Corredera, aquel fugitivo de leyenda (1999, editorial Autor-Editor)
- El Rubio.Caso Cerrado (2002, editorial Autor-Editor)

## Adaptaciones, guiones y dirección de cine y televisión
- El Rubio. Caso Cerrado, ATLASLEY (2007) (serie de televisión, basada en el libro homónimo de Gustavo Socorro, emitida en Televisión Canaria, Canal+ y Movistar TV)
- El Corredera., ATLASLEY (2010) (Película documental basada en el libro “El Corredera, aquel fugitivo de leyenda")
- Arte en el exilio., ATLASLEY (2012) (Película documental sobre el afamado bailarín de origen rumano Gelu Barbu)
- El Vaho en el Espejo., ATLASLEY (2013) (Película documental sobre el reconocido pintor español Pepe Dámaso)
- Tardes de Gloria, Atlasley Films (2017) (Película documental sobre la historia de la Unión Deportiva Las Palmas)
- La Vida en Lienzo, Atlasley Films (Película documental a modo de legado audiovisual del artista español contemporáneo Pepe Dámaso)
- Galdós (2025) (Película documental sobre el célebre escritor español, Benito Pérez Galdós)
- La última traición. Claves del 23-F, ATLASLEY (2025) (Película documental que desvela claves silenciadas del intento de golpe de Estado de 1981)